# Centre hospitalier Métropole Savoie
 (juillet 2015).
Le centre hospitalier Métropole Savoie (CHMS) est situé en France, sur les communes de Chambéry et Aix-les-Bains, dans le département de la Savoie en région Rhône-Alpes.
Issu de la fusion des centres hospitaliers de Chambéry et d'Aix-les-Bains intervenue le 1er janvier 2015, il occupe une position de référence régionale, voire de quasi-exclusivité, sur certaines spécialités. Centre d’appel 15 du département, il est en outre doté d’une maternité de type III située à Chambéry. Il emploie 4 200 professionnels et réalise environ 280 hospitalisations et séances — hôpital de jour, radiothérapie, dialyse, etc. — par jour.
Le site de Chambéry a inauguré un nouvel hôpital en octobre 2015, situé à proximité immédiate du bâtiment actuel. En construction depuis janvier 2011, il remplace désormais l'ancien hôpital, nommé Jacques Dorstter. Habillé de façades en verre sérigraphié, il offre 671 lits sur sept niveaux (73 000 m2).

## Le site hospitalier
Si les sites de Chambéry et d’Aix-les-Bains sont conservés, ce nouvel ensemble, placé sous la responsabilité d’un conseil de surveillance et d’une direction uniques, permet de mieux organiser l’offre de soins publique sur le bassin de population et de mutualiser les compétences.

### Le site de Chambéry

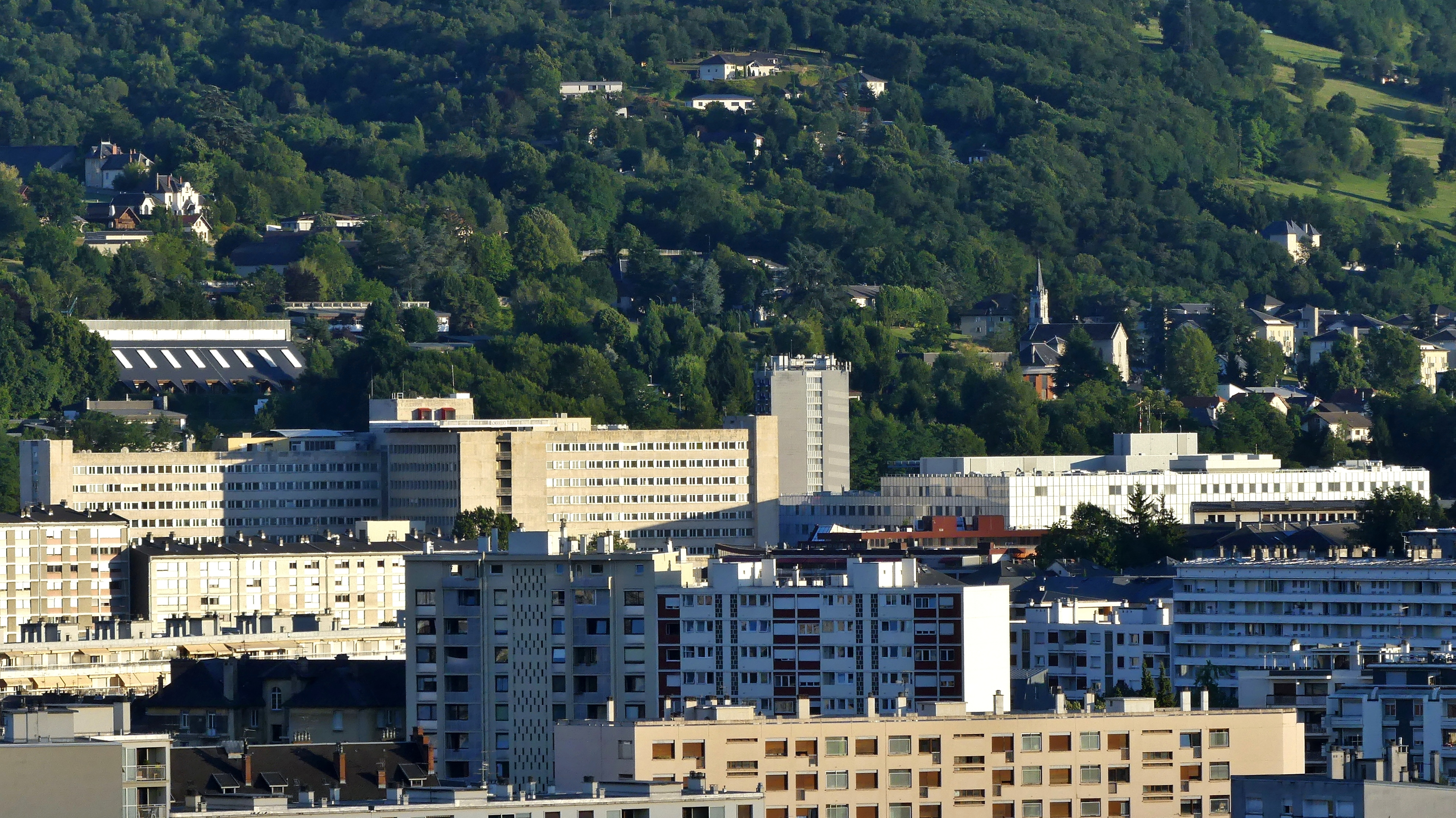
Ancien et nouvel hôpital de Chambéry côte à côte durant l'été 2017.

- L'ancien bâtiment principal Jacques-Dorstter a été construit en 1972 par Marcel Xavier Salagnac, architecte DPLG, sur l’emplacement de l’ancien hôpital de la Charité de Chambéry, en haut du Faubourg Maché. Il accueille les services de médecine et de chirurgie : cardiologie, dermatologie, cancérologie, urgences, laboratoire, pharmacie, bloc opératoire ambulatoire, etc.  Il est remplacé par un nouveau bâtiment d'hospitalisation général ouvert le 5 octobre 2015[2], nommé « Docteur Jean Desfrançois » en 2024[3]. Sa déconstruction débute en 2018.
- L'Eveillon est le bâtiment réservé aux femmes enceintes et aux suites de couches. Maternité de type 3, les blocs opératoires et la stérilisation y sont également hébergés.
- L'Hôtel-Dieu est l'hébergement des personnes âgées dépendantes (EHPAD), des soins palliatifs, des soins de suite et réadaptation, etc.
- Le pavillon Sainte-Hélène est l'espace composé de la santé publique, du centre d'enseignement des soins d'urgences, du service de médecine nucléaire, etc.
- L'Institut de formation en soins infirmiers et l'école d'aides-soignants.
- Deux autres EHPAD : dans le quartier du Biollay (Les Berges de l'Hyères), dans la commune de Jacob-Bellecombette (Le Césalet).

### Le site d'Aix-les-Bains
- Le Grand Port accueille les urgences, chirurgie ambulatoire, médecine, laboratoire, imagerie, pharmacie, EHPAD, accueil de jour Alzheimer, etc.
- La Reine Hortense correspond à la rhumatologie, l'affections du système nerveux, médecine physique et rééducation, etc.
- L'EHPAD Félix-Pignal se situe dans la commune de Brison-Saint-Innocent.
- L'EHPAD Bois-Lamartine à Tresserve.

## Statut juridique
Le centre hospitalier Métropole Savoie est un établissement public de santé.
Sa vocation n’est ni industrielle, ni commerciale.
Le centre hospitalier a un statut de personne morale et de droit public, doté de l’autonomie financière placée sous l’autorité de l’agence régionale de santé (ARS).
Son statut et ses missions sont fixés par le code de la santé publique, dispositions issues de la loi no 91-748 du 31 juillet 1991, de l’ordonnance no 96-346 du 24 avril 1996 et de la loi Hôpital, patients, santé et territoire du 21 juillet 2009.

## Identification
| Type de l’établissement   | centre hospitalier (CH)                                        |
| Nombre de sites           | 5 à Chambéry + 4 à Aix les Bains                               |
| Statut juridique          | 13 : Établissement public commun hospitalier                   |
| No Finess                 | 73 000 0015                                                    |
| No Siren                  | 200 050 292                                                    |
| No Siret                  | 200 050 292 00016                                              |
| Code APE                  | 8610 Z                                                         |
| No TVA intracommunautaire | FR 79 26 73000 77                                              |
| Tarification              | ARH établissements publics de santé dotation globale (code 03) |
| Participation au SPH      | Établissement public de santé (code 1)                         |

## Missions
Un établissement public de santé (EPS) dont les missions de service public sont :
- de soins : la mission première de l'hôpital s'ordonne autour des soins (curatifs et palliatifs).
- de prévention : au-delà de sa fonction réparatrice, l'établissement joue un rôle important dans la prévention sanitaire, seul ou en collaboration avec certains partenaires de santé publics ou privés, notamment en matière de lutte contre le tabagisme, contre l'alcoolisme ou contre la tuberculose. Il occupe une place privilégiée dans le domaine du dépistage de certaines maladies, en particulier le cancer et le sida.
- d'enseignement : l'hôpital est aussi un centre de formation important au bénéfice des étudiants en médecine comme des étudiants inscrits à l'Institut de formation en soins infirmiers. Par ailleurs, il possède également un centre de formation préparant au diplôme d'État d'aide-soignant. Les différents services reçoivent également très régulièrement des étudiants et des stagiaires dans divers domaines d'activité sanitaire et sociale.
- de recherche : le centre hospitalier participe à la recherche clinique dans un certain nombre de ses services médicaux.

## Missions et obligations
Conformément à la loi, le centre hospitalier Métropole Savoie assure les examens de diagnostic, la surveillance et le traitement des malades, des blessés et des femmes enceintes en tenant compte des aspects psychologiques du patient.
Il peut participer à des actions de santé publique et notamment à toutes actions médico-sociales coordonnées et à des actions d’éducation pour la santé et de prévention.
L’établissement a pour objet de dispenser :
1. Avec ou sans hébergement : Des soins de courte durée ou concernant des affectations graves pendant leur phase aiguë en Médecine, Chirurgie, Obstétrique, Odontologie. Des soins de suite ou de réadaptation, dans le cadre d’un traitement ou d’une surveillance médicale à des malades requérant des soins continus, dans un but de réinsertion.
2. Des soins de longue durée, comportant un hébergement, à des personnes n’ayant pas leur autonomie de vie dont l’état nécessite une surveillance médicale constante et des traitements d’entretien.

De plus, le centre hospitalier assure les examens de diagnostic et les soins dispensés aux détenus en milieu pénitentiaire et, si nécessaire, en milieu hospitalier. Il concourt, dans les mêmes conditions, aux actions de prévention et d’éducation pour la santé organisées dans les établissements pénitentiaires.

## Missions de service public
L'établissement assure des missions de service public connues traditionnellement sous le nom de service public hospitalier dont les principes s’imposent à lui :
- l’accès égal à tous les usagers.
- l’accueil 24 h/24 - Permanence et continuité des soins.
- les urgences.
- le diagnostic.
- les soins.
- la lutte contre la douleur.
- l’enseignement universitaire dans les conditions prévues par l’ordonnance no 58-1373 du 30 décembre 1958.
- la formation continue.
- la recherche médicale, odontologique et pharmaceutique.
- la prévention sanitaire.
- la lutte contre les exclusions sociales (PASS Permanence d'accès aux Soins de Santé)

## Effectifs
Chiffres de 2014 :
4 309 personnes travaillent à l’hôpital dont 336 médecins :
| Personnel médical                       | Nombre |
| --------------------------------------- | ------ |
| Praticiens                              | 270    |
| Assistants                              | 42     |
| Attachés                                | 24     |
| Internes et faisant fonction d’internes | 112    |

| Personnel non médical       | Nombre |
| --------------------------- | ------ |
| Soignants et éducatifs      | 2 480  |
| Médico-techniques           | 219    |
| Techniques et ouvriers      | 374    |
| Administratifs et direction | 414    |

## Partenaires et coopération avec d’autres établissements
Dans l’environnement immédiat de l’établissement, l’État joue un rôle important à travers :
- ministère de la Santé et des Sports
- de l'agence régionale de santé (ARS) (loi du 21 juillet 2009)
- des organismes d’assurance maladie (CPAM et CNAM-TS)

Par ailleurs, selon ses différentes missions, le centre hospitalier Métropole Savoie peut développer un partenariat avec :
- des bénévoles (ex. : les visiteurs de malades dans les établissements hospitaliers)
- des réseaux, milieu associatif
  - ONCORA : réseau en oncologie de la région Rhône-Alpes
  - concorde : réseau régional de cancérologie
  - périnat : réseau périnatal des 2 Savoie
  - revih 73 : virus de l'immunodéficience humaine
  - alcoologie
  - santé précarité…
- des conventions avec des hôpitaux : Saint-Jean-de-Maurienne, Belley
- des conventions : convention urgences, convention avec les libéraux pour le centre d’accueil
- des collectivités
- le jumelage hospitalier avec le CH de Ouahigouya (Burkina Faso)
- le projet ESTHER : Ensemble pour une Solidarité Thérapeutique Hospitalière en Réseau.

La diversité des partenaires est très grande et dépend de l’objectif poursuivi.

## Volume d’activités (chiffre d’affaires, etc)

### La gestion financière des hôpitaux publics
Une entreprise avec un état des prévisions de recettes et de dépenses mais intervention des pouvoirs publics.
L'état des prévisions de recettes et de dépenses de l’hôpital :
Il se compose de deux sections en équilibre :
- Investissement
- Exploitation

Le centre hospitalier de Chambéry dispose d’un budget alimenté par la tarification à l'activité (T2A) à hauteur de 100 %.
Le budget est réparti en quatre groupes principaux, à l'intérieur de la section d'exploitation :
- groupe I : charges de personnel
- groupe II : charges à caractère médical
- groupe III : charges à caractère hôtelier, général
- groupe IV : amortissements, frais financiers

Le budget comprend également la section d'investissement.

### Investissement
L’investissement est une dépense en capital. Sa finalité est d’augmenter ou maintenir en état la capacité de production de l'hôpital.
- Recettes d'investissement : autofinancement, subventions, emprunt
- Budget d’investissement : 84 220 378 euros
- Dépenses d’exploitation : 291 000 000 euros

Toutes les opérations relatives au fonctionnement courant de l'hôpital.

### Les types de services et d’activité
L’offre de soins se répartit entre consultations spécialisées, explorations fonctionnelles, hospitalisations complètes ou de jour.

#### Médecine
- Addictologie
- Affestions du système nerveux, hôpital de jour et SSR
- Allergologie
- Cardiologie
- Centre d'étude et de traitement de la douleur (CETD)
- Coordination hospitalière des prélèvements d'organes et de tissus
- Dermatologie
- Douleur - Soins palliatifs
- Endocrinologie, Diabétologie
- Endoscopies digestives
- ERMIOS (Espace de rencontre multidisciplinaire d'information en oncologie de la Savoie)
- Espace de santé publique
- Explorations fonctionnelles neurologies (EFSN)
- Génétique médicale et oncogénétique
- Hématologie
- Hémophilie - Hémostase - Hémovigilance
- Hépato-gastro-entérologie
- Hospitalisation à domicile (HAD)
- Médecine interne - Infectiologie
- Médecine - Hospitalisation de jour
- Médecine polyvalente à orientation gastro-entérologie et cardiologie
- Médecine polyvalente à orientation pneumologie
- Médecine vasculaire et angiologie
- Néonatologie
- Néphrologie - Dialyse
- Neurologie
- Oncologie médicale
- Pédiatrie et urgences pédiatriques
- Permanence d'accès aux soins de santé (PASS)
- Pneumologie
- Réanimation médico-chirurgicale
- Réanimation néonatale
- Rhumatologie
- SAMU - Centre 15
- Surveillance continue (USC)
- Unités sanitaires
- Unité post-urgences (UPU)
- Urgences adultes
- Urgences pédiatriques

#### Chirurgie
- Anesthésie
- Chirurgie ambulatoire - Chambéry
- Chirurgie et explorations ambulatoires (UCCEA) - Aix-les-Bains
- Chirurgie orale - Odontologie
- Chirurgie orthopédique et traumatologique
- Chirurgie urologie et andrologie
- Chirurgie vasculaire et thoracique
- Chirurgie viscérale et endocrinienne
- Ophtalmologie
- ORL

#### Un plateau médico-technique
- Blocs opératoires :
  - 8 salles de bloc ambulatoire (4 à Chambéry, 4 à Aix-les-Bains)
  - 11 salles pour la chirurgie générale, gynécologique et les spécialités, dont une salle de radiologie interventionnelle
  - 1 salle de césariennes avec réanimation néonatale
- Hygiène hospitalière - Équipe opérationnelle hygiène (EOH)
- Pharmacie - Stérilisation
- Radiologie et imagerie médicale (3 scanner et 2 IRM)
- Radiothérapie (3 accélérateurs de particules et 1 scanner de simulation)
- Coronarographie (1 salle)
- Laboratoires de biologie médicale (biochimie, microbiologie, hématologie, cytogénétique, génétique chromosomique)
- Laboratoire d'anatomopathologie (laboratoire d'anatomie et de cytologie pathologiques)
- Service et laboratoire de médecine nucléaire (1 PET scan, 3 gamma-caméras)
- Explorations fonctionnelles : ORL, odontologie, pneumologie, ophtalmologie, rhumatologie, neurologie, etc.
- Hémodialyse (20 postes)
- Urgences - Centre 15 - Unité de surveillance continue - Réanimation

#### Pôle mère-enfant
- Maternité de type III, réanimation néonatale pour la Savoie et la Haute-Savoie :
  - Gynécologie - Obstétrique
  - Addictologie - Tabacologie - Maternité - ELSA
  - Anesthésie
  - Centre périnatal de proximité (CPP)
  - Chirurgie gynécologique, pelvienne et mammaire
  - Chirurgie plastique et reconstructrice
  - Grossesses à haut risque et diagnostic anténatal
  - Orthogénie - Planification
  - Procréation médicalement assistée (PMA)
  - Unité de psychopathologie périnatale (UPPN)
  - Pédiatrie

#### Gériatrie – Gérontologie
- Centre d'évaluation, hôpital de jour et consultation mémoire
- Court séjour gériatrique
- Hébergements et accueil de jour de personnes âgées (EHPAD et USLD)
- Soins de suite et réadaptation gériatrique
- Unité mobile de gériatrie

#### Domaine médico-social
L’établissement étend son activité dans le domaine médico-social avec :
- L'hospitalisation à domicile (HAD)
- Les unités sanitaires des établissements pénitentiés du département (la maison d’arrêt de Chambéry, la prison d’Aiton)
- Le CIDDIST (Centre d'information de dépistage et de diagnostic des infections sexuellement transmissibles) - (ancien CIDAG)
- ERMIOS : l'espace de rencontre multidisciplinaire et d'information en oncologie de la Savoie
- Le réseau alcoologie
- Le réseau ville
- Missions d'intérêt général et d'aide à la contractualisation (MIGAC) qui sont :
  - L’enseignement, la recherche
  - Les soins aux démunis, la permanence accueil soins santé (PASS), les réseaux, les équipes mobiles.
  - Le centre 15, le SMUR, les soins aux détenus.
  - Les plans de santé publique en 2005 :
    - Plan urgences
    - Plan cancer
    - Plan périnatalité
    - Plan santé en montagne
    - Plan Alzheimer

## Autres éléments

### Les écoles
- Institut de formation en soins infirmiers : 475 élèves infirmiers 2014-2015.
- Centre de formation des aides soignants : 57 élèves 2014-2015.

### La logistique
- Garage : 76 véhicules
- Crèche hospitalière : 35 places
- 2 614 tonnes de linge : 7 tonnes par jour
- 1 546 646 repas servis

### La démographie
- Le nombre des naissances en 2014 a été de 3 291, soit environ 9/jour.
- Le nombre des décès en 2014 a été de 1 180, soit environ 3/jour.

## Activité: quelques indicateurs traditionnels
Le centre hospitalier Métropole Savoie, ce sont :
- 1 814 lits et places dont 711 lits en long séjour et maison de retraite ;
- 106 184 hospitalisations de tout type ;
- 426 000 consultations et actes externes ;
- 98 % des usagers satisfaits (questionnaire de sortie).

| HOSPITALISATION COMPLETE ET HEBERGEMENT |        |
| --------------------------------------- | ------ |
| Médecine                                | 33 718 |
| Chirurgie                               | 9 899  |
| Gynécologie - Obstétrique               | 5 532  |
| Soins de suite - Réadaptation           | 3 344  |
| EHPAD                                   | 244    |
| Soins longue durée                      | 49     |
| Entrées                                 | 54 702 |

| 1 662 LITS                    |      |
| ----------------------------- | ---- |
| Court séjour                  | 48 % |
| Soins de suite - Réadaptation | 9 %  |
| EHPAD                         | 38 % |
| Soins de longue durée         | 5 %  |

| AUTRES MODES D'HOSPITALISATIONS      |        |
| ------------------------------------ | ------ |
| Hôpital Jour (venues)                | 12 408 |
| Hospitalisation à domicile (entrées) | 555    |
| Radiothérapie (séances)              | 20 554 |
| Dialyse (séances)                    | 10 624 |
| Chirurgie ambulatoire (venues)       | 7 341  |
| Total                                | 51 482 |

| 152 PLACES                 |      |
| -------------------------- | ---- |
| Hôpital de jour            | 47 % |
| Hospitalisation à domicile | 19 % |
| Dialyse                    | 13 % |
| Chirurgie ambulatoire      | 21 % |

| AUTRES ACTES                           |         |
| -------------------------------------- | ------- |
| Interventions chirurgicales            | 19 790  |
| Accouchements                          | 3 291   |
| Actes de cardiologie interventionnelle | 1 794   |
| Passages aux urgences                  | 73 549  |
| Dossier régulation du centre 15        | 101 936 |

| CONSULTATIONS ET ACTES EXTERNES |         |
| ------------------------------- | ------- |
| Médecine                        | 134 289 |
| Chirurgie                       | 75 174  |
| Gynécologie - Obstétrique       | 38 226  |
| Médico-technique                | 178 494 |
| - dont biologie                 | 85 260  |
| - dont anatomo-pathologie       | 8 005   |
| - dont médecine nucléaire       | 6 448   |
| - dont imagerie                 | 54 550  |
| Total                           | 426 183 |

## Qualité
Les sites d'Aix-les-Bains et de Chambéry sont certifiés par la Haute autorité de santé (HAS). Ils sont engagés, depuis plusieurs années, dans une démarche d'amélioration continue de la qualité et de la sécurité des soins pour répondre aux besoins et attentes des patients.
En 2014, 456 demandes d'accès au dossier médical et 110 réclamations ont été comptabilisées pour un taux de satisfaction global de 98 %.
| Définition | Chambéry | Aix-les-Bains |
| --- | -------- | ------------- |
| BMR : évalue l'organisation pour la maîtrise de la diffusion des bactéries multi-résistantes, les moyens mobilisés et les actions mises en œuvre par l'établissement | Très bon | Très bon      |
| ICATB.2 : reflète le niveau d'engagement de l'établissement de santé dans une démarche visant à optimiser l'efficacité des traitements antibiotiques                 | Très bon | Très bon      |
| ICSHA.2 : marqueur indirect de la mise en œuvre effective de l'hygiène des mains                                                                                     | Très bon | Moyen         |
| ICALIN2 : évalue l'organisation de la lutte contre les infections nosocomiales dans l'établissement, les moyens mobilisés et les actions mises en œuvre              | Très bon | Bon           |